# Centella
Centella és un gènere de plantes amb flors que pertany a la família de les apiàcies. Conté mprende 77 espècies descrites i només 54 d'acceptades.

## Descripció
Són plantes herbàcies perennes, prostrades, lleugerament suculentes i essencialment glabres, amb arrels en els nusos. Les fulles són ovato-cordades, 2–10 cm de llargada i 0.8–9 cm d'amplada, àpex obtús, enteres o repandes, glabres o lleugerament pubescents. Inflorescència en umbel·la simple, amb 2 o 3 flors, l'involucre amb dues fulles, flors blanques o matisades de rosat; pètals orbiculars. Fruit orbicular de 2–5 mm de diàmetre.

## Taxonomia
El gènere va ser descrit per Linnaeus i publicat an Species Plantarum, Editio Secunda 2: 1393. 1763. L'espècie tipus és: Centella villosa L.

## Algunes espècies
| - Centella affinis - Centella annua - Centella arbuscula - Centella asiatica - Llista completa d'espècies |